# Ilha Adugak
A Ilha Adugak possivelmente do em alemão:  Adudaké uma pequena ilha rochosa do Arquipélago Fox que pertence as Ilhas Aleutas do sudoeste do Alaska.